# Зульцгайм (Баварія)
Зульцгайм (нім. Sulzheim) — громада в Німеччині, розташована в землі Баварія. Підпорядковується адміністративному округу Нижня Франконія. Входить до складу району Швайнфурт. Складова частина об'єднання громад Герольцгофен.
Площа — 26,77 км2. Населення становить 2041 ос. (станом на 31 грудня 2020).

## Галерея

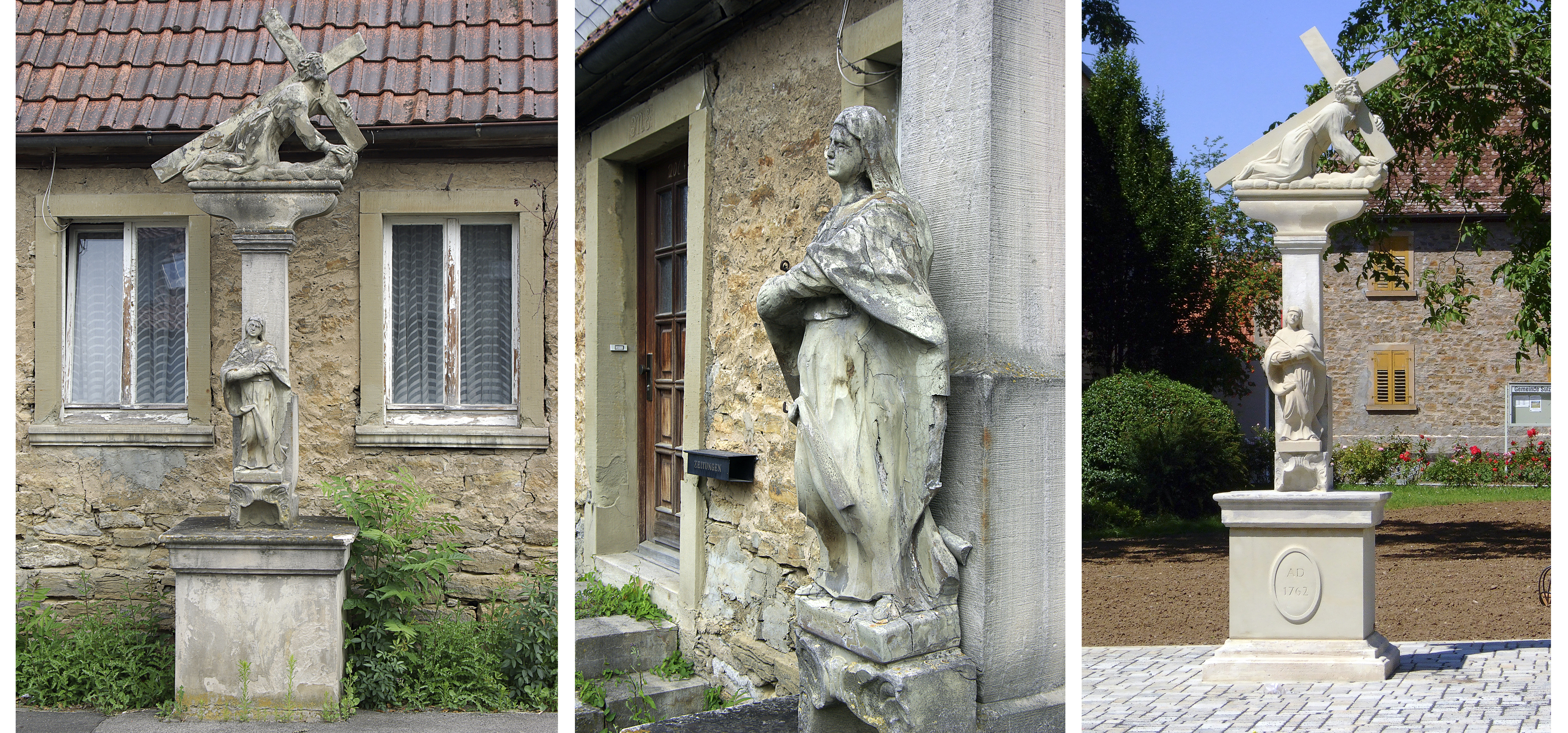
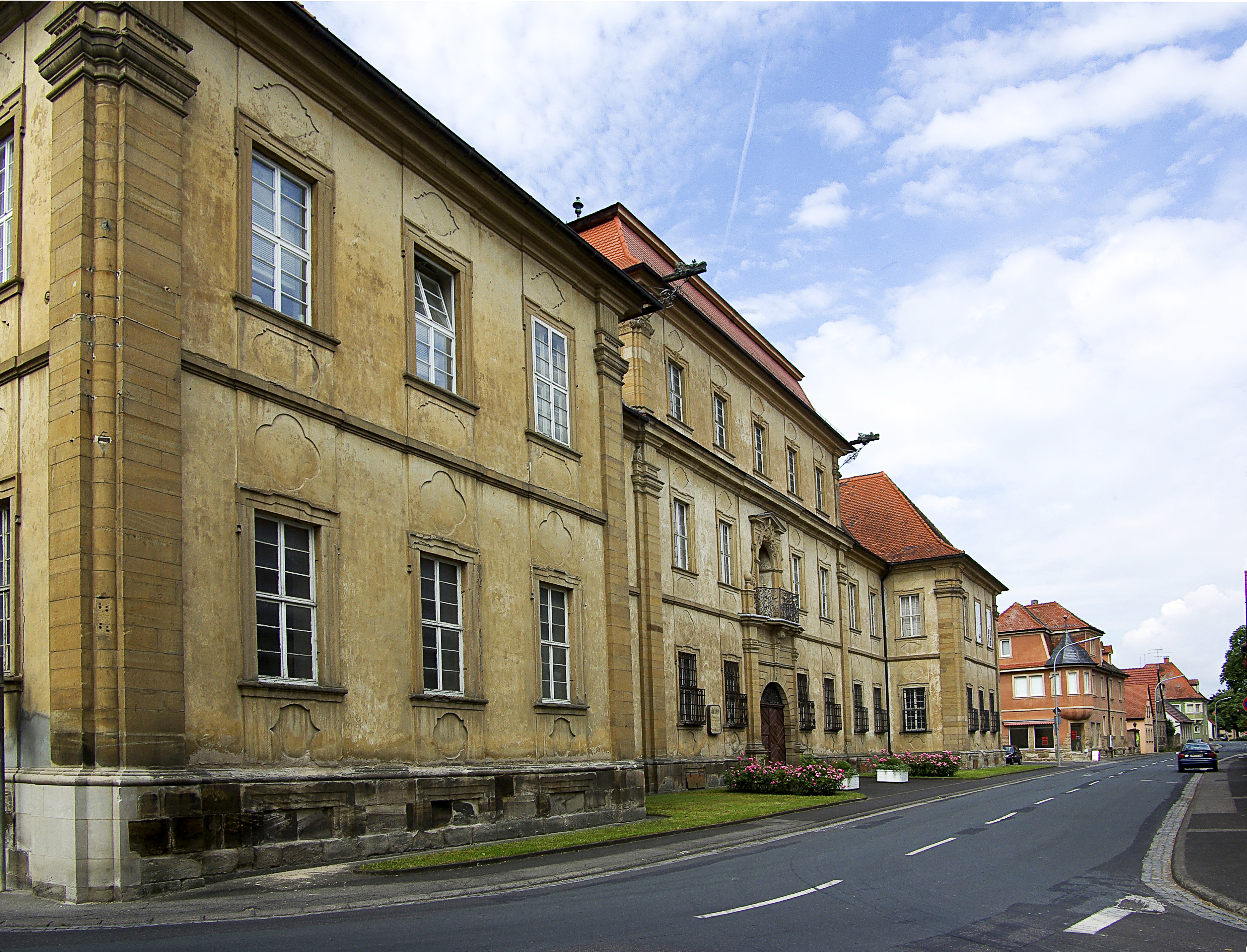
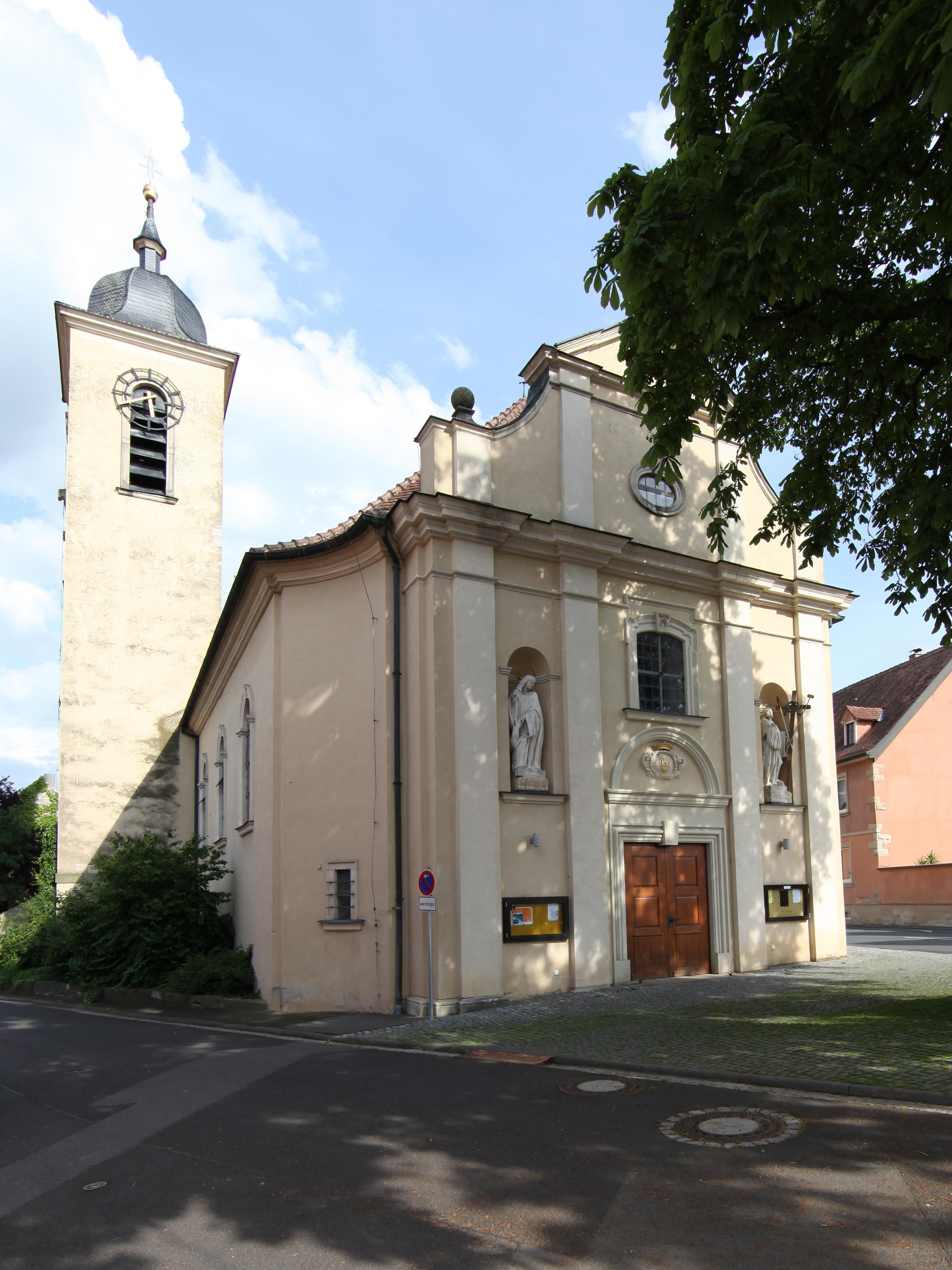